# Château de Beaumais
Le château de Beaumais est un édifice situé sur le territoire de la commune de Beaumais dans le département français du Calvados.

## Localisation
Le monument est situé dans le département français du Calvados, à Beaumais. 

## Historique

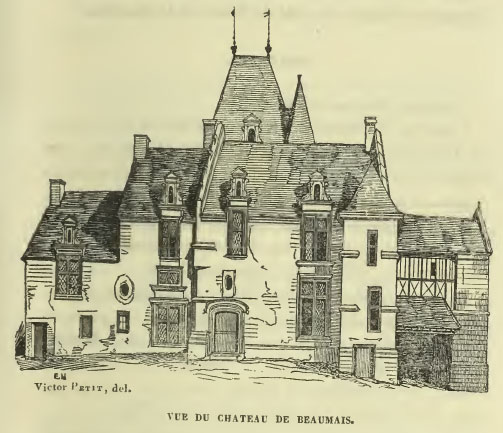
Le château au milieu du XIXe siècle, gravure par Victor Petit

Le bourg est traversé par une voie romaine et les seigneurs du lieu ont accompagné Guillaume le Conquérant dans son entreprise de 1066,.
Le château est édifié aux XVIe siècle-XVIIe siècle, et remplace un édifice médiéval.
Le château fait l'objet d'une inscription comme monument historique depuis le 23 juin 1933.
Un incendie ravage l'aile droite du château en février 1945 et cause 500 000 francs de dégâts.
L'édifice n'est pas visitable.

## Architecture
Le château est bâti en calcaire selon le style Renaissance française.
Il n'y a aucune symétrie dans les éléments du château, l'édifice est pourvu de meneaux et de belles lucarnes à fronton. Une échauguette est placée sur la tour d'escalier placée sur la façade postérieure de l'édifice.
Arcisse de Caumont indique que « l'intérieur n'offre rien de remarquable » bien que l'extérieur soit bien conservé et les douves comblées.